# Daniela Vega
Daniela Vega Hernández (San Miguel, 3 giugno 1989) è un'attrice e cantante lirica cilena.
È conosciuta soprattutto per il suo ruolo in Una donna fantastica, che ha ricevuto l'Oscar al miglior film in lingua straniera nel 2018. Grazie al riconoscimento internazionale per la sua interpretazione e personalità, in quella stessa cerimonia, la Vega divenne la prima persona transgender della storia ad essere una presentatrice degli Academy Awards. Nel 2018 è stata riconosciuta da Time come una delle 100 persone più influenti del mondo.

## Biografia
Nasce nella provincia di Santiago, figlia di Igor Vega, un tipografo, e Sandra Hernández, una casalinga. Successivamente la famiglia si trasferisce a Ñuñoa, dove viene al mondo suo fratello Nicolás. All'età di otto anni, una delle sue insegnanti scopre il suo talento nel canto lirico: inizia quindi a cantare in piccole produzioni locali, sviluppando in sé una forte passioni per le arti. Senza alcuna istruzione formale, è riuscita a entrare nell'ambiente della recitazione locale.
Nel 2011 debutta a teatro con La mujer mariposa di Martin de la Parra, piéce teatrale incentrata sulla sua esperienza di transizione,mutilandosi, dove ha anche l'opportunità di cantare. Negli anni successivi continua a calcare i palcoscenici teatrali, e guadagna popolarità partecipando al videoclip di Maria del cantautore cileno Manuel García. Nel 2014 ottiene il suo primo ruolo cinematografico nel film drammatico La visita. A febbraio 2017 viene presentato al 67º Festival di Berlino il film Una donna fantastica di Sebastián Lelio, che la vede come protagonista. La sua interpretazione è acclamata dalla critica, e nel corso dell'anno è insignita di diversi riconoscimenti. Una donna fantastica trionfa ai Premi Oscar 2018 come miglior film straniero, e la Vega diventa la prima persona transgender della storia a presentare un premio durante la cerimonia.

## Filmografia parziale

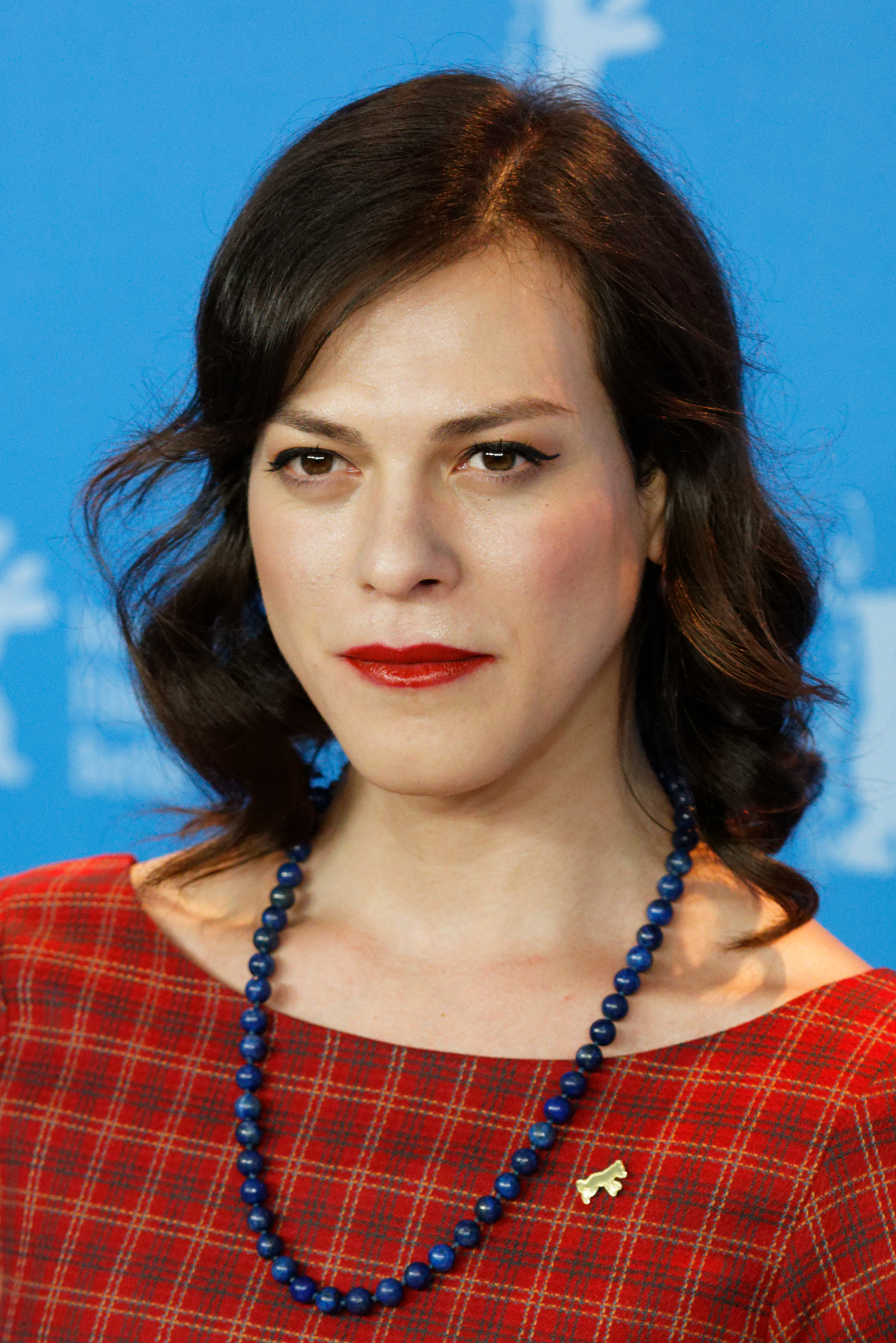
Daniela Vega alla Berlinale 2017

### Cinema
- La visita, regia di Mauricio López Fernández (2014)
- Una donna fantastica (Una mujer fantástica), regia di Sebastián Lelio (2017)
- Futura, regia di Lamberto Sanfelice (2021)

### Televisione
- Tales of the City – miniserie TV, 3 puntate (2019)
- La Jauría – serie TV, 16 episodi (2019-2022)
- C'era una volta... ma ora non più (Érase una vez... pero ya no), regia di Manolo Caro – miniserie TV, 6 puntate (2022)
- La rebelión, regia di Iñaki Peñafiel e Chava Cartas – miniserie TV, 6 puntate (2022)
- Ragazze elettriche (The Power) – serie TV, 5 episodi (2023)

## Riconoscimenti
- 2017 – Havana Film Festival
  - Miglior attrice per Una donna fantastica
- 2017 – Festival di Lima
  - Miglior attrice per Una donna fantastica
- 2017 – Premio Fénix
  - Miglior attrice per Una donna fantastica
- 2018 – Premios Caleuche
  - Miglior attrice per Una donna fantastica
- 2018 – Palm Springs International Film Festival
  - Miglior attrice per Una donna fantastica
- 2018 – Dorian Awards
  - Candidatura per la miglior interpretazione cinematografica dell'anno Una donna fantastica
  - Candidatura per la stella emergente dell'anno